# Ianuarie 1982
Acest articol este generat integral pe baza informațiilor din articolul 1982 și este actualizat periodic de un robot.
 Editările făcute în articol vor fi șterse la următoarea actualizare! Dacă doriți să faceți modificări, editați articolul-sursă.

ianuarie -
februarie -
martie -
aprilie -
mai -
iunie -
iulie -
august -
septembrie -
octombrie -
noiembrie -
decembrie
Ianuarie 1982 a fost prima lună a anului și a început într-o zi de vineri.

## Evenimente
- 1 ianuarie: Belgia preia Președinția Consiliului Comunităților Europene.

## Nașteri

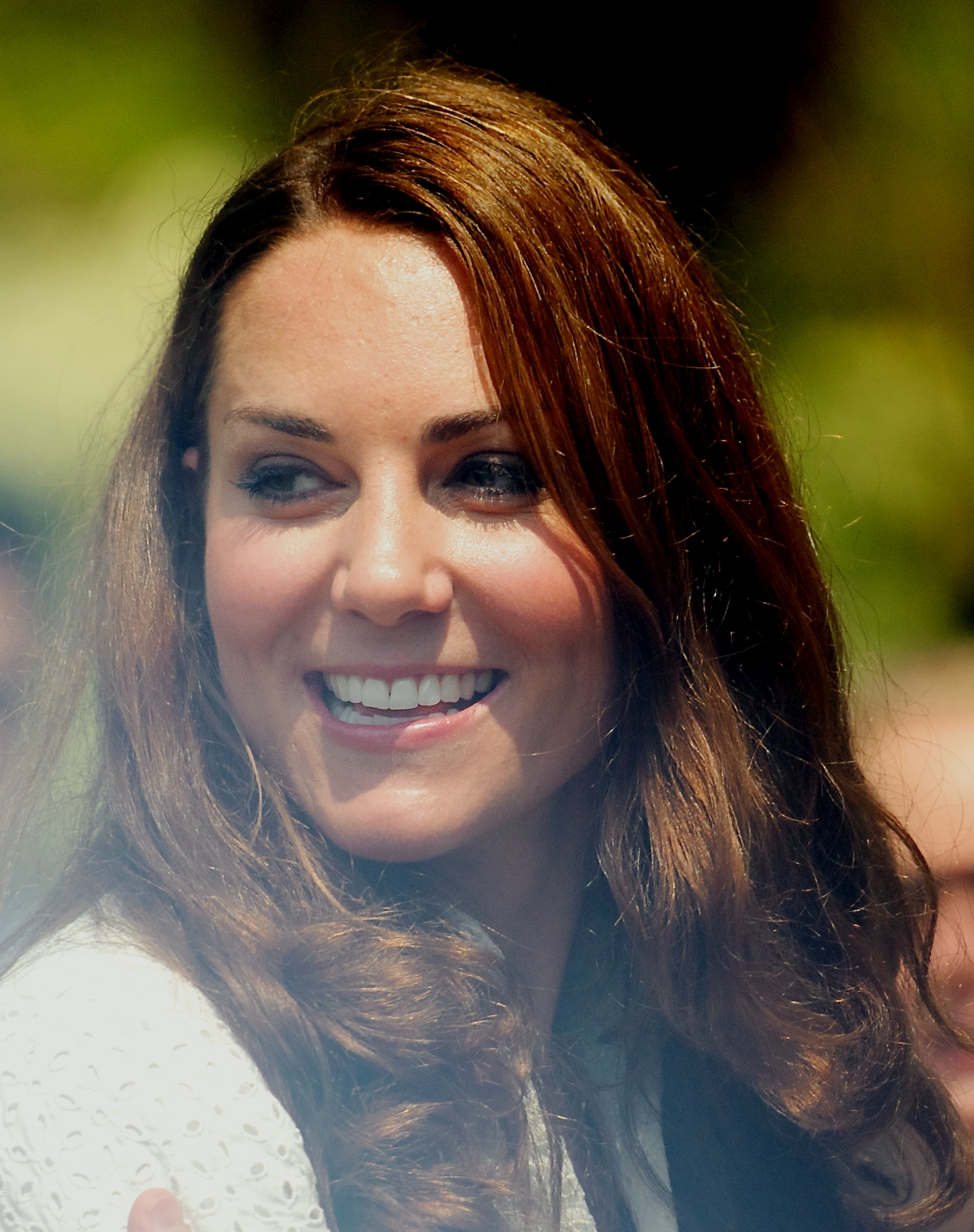
Catherine, ducesă de Cambridge, soția Prințului William
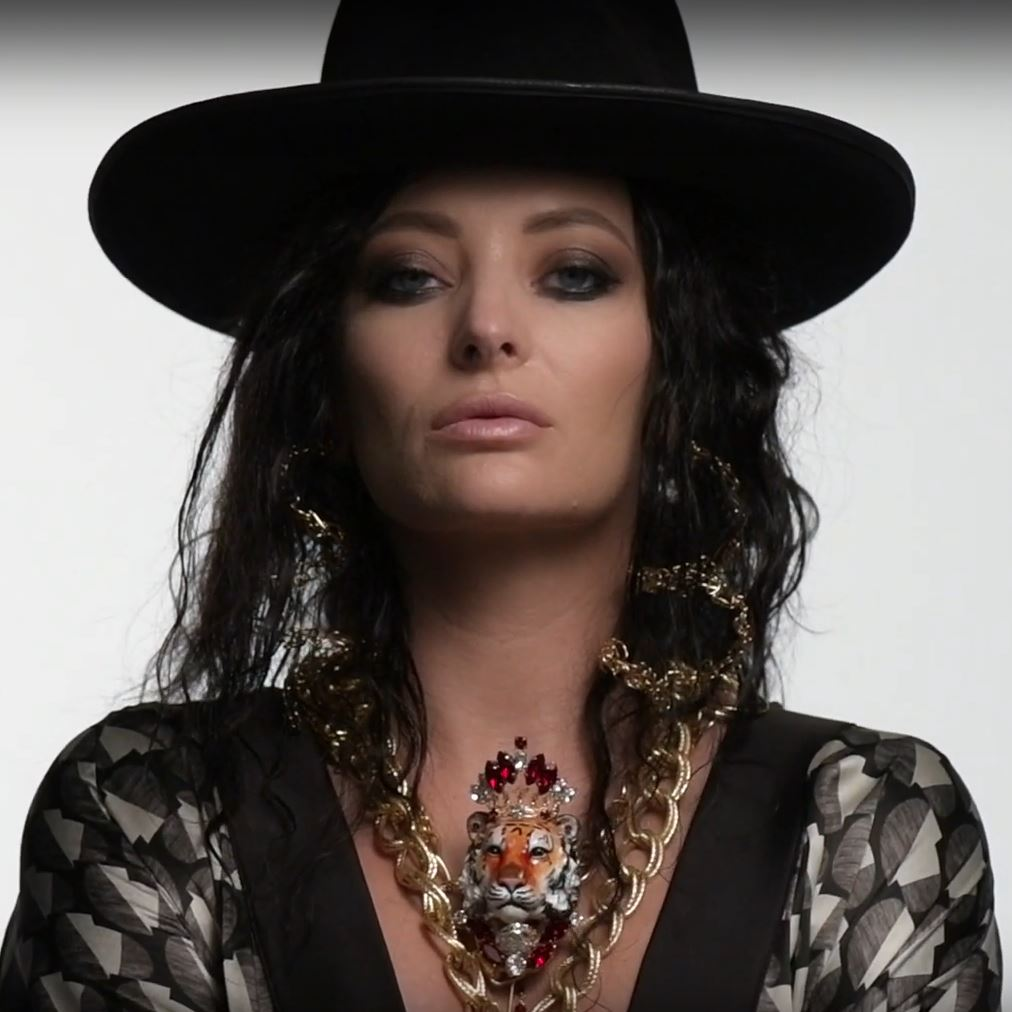
Delia, cântăreață, dansatoare, vedetă de televiziune, compozitoare și jurată română
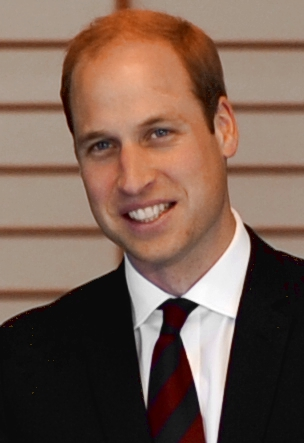
William, Duce de Cambridge
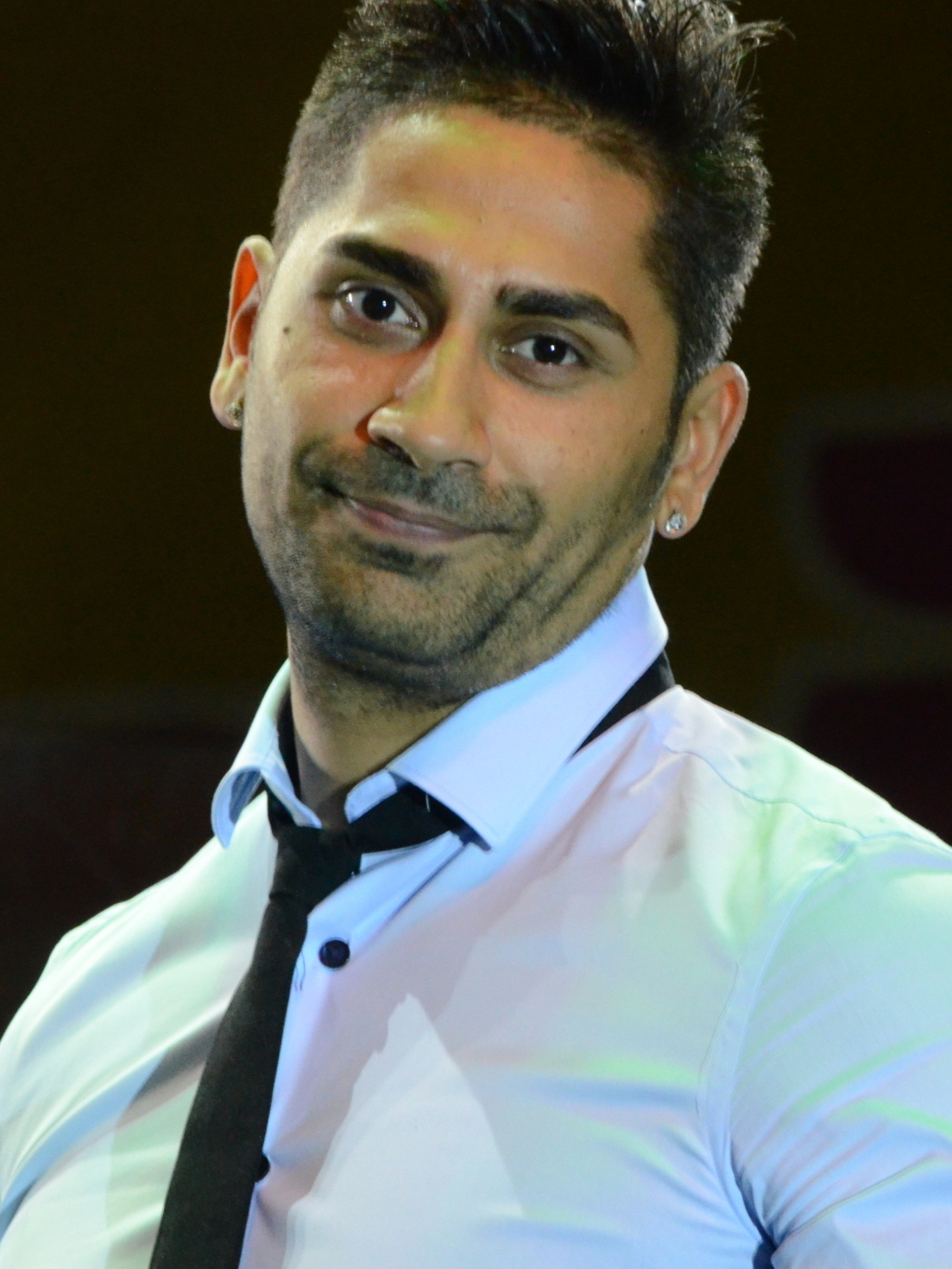
Connect-R, cântăreț și actor român

- 1 ianuarie: Hugo Moutinho (Hugo Filipe dos Reis Moutinho), fotbalist portughez
- 1 ianuarie: David Nalbandian, jucător argentinian de tenis
- 3 ianuarie: Nicolae Ștefănuță, diplomat român
- 5 ianuarie: Andi Cristea, politician român
- 5 ianuarie: Adrian Ioan Drida, fotbalist român
- 5 ianuarie: Anastasiia Pidpalova, handbalistă ucraineană
- 5 ianuarie: Jaroslav Plašil, fotbalist ceh (atacant)
- 7 ianuarie: Jade North, fotbalist australian
- 8 ianuarie: Mircea Teodor Oltean, fotbalist român (portar)
- 8 ianuarie: Cláudio Pitbull (n. Cláudio Mejolaro), fotbalist brazilian (atacant)
- 9 ianuarie: Catherine, ducesă de Cambridge (n. Catherine Elizabeth Middleton), soția Prințului William
- 9 ianuarie: Isaac Delahaye, chitarist belgian (God Dethroned)
- 9 ianuarie: Henriette Richter-Röhl, actriță germană
- 10 ianuarie: Ana Layevska, actriță mexicană
- 11 ianuarie: Emel Mathlouthi, cântăreață tunisiană
- 11 ianuarie: Ji-hyun Seon, actriță sud-coreeană
- 12 ianuarie: Nemanja Supić, fotbalist bosniac (portar)
- 13 ianuarie: Guillermo Sebastián Coria, jucător argentinian de tenis
- 13 ianuarie: Erwann Le Péchoux, scrimer francez
- 14 ianuarie: Víctor Valdés i Arribas, fotbalist spaniol (portar)
- 15 ianuarie: Predrag Lazić, fotbalist sârb
- 16 ianuarie: Tuncay Volkan Șanli, fotbalist turc (atacant)
- 16 ianuarie: Tuncay Șanlı, fotbalist turc
- 17 ianuarie: Mel Lisboa Alves, actriță braziliană
- 17 ianuarie: Leonardo Miggiorin, actor brazilian
- 17 ianuarie: Dwyane Wade, baschetbalist american
- 20 ianuarie: Serghei Sergiu Covalciuc, fotbalist din R. Moldova de etnie ucraineană
- 20 ianuarie: Cătălin Lichioiu, fotbalist român (atacant)
- 20 ianuarie: Alexandru Păcurar, fotbalist român
- 20 ianuarie: Pierre Webó (Pierre Achille Webó Kouamo), fotbalist camerunez
- 21 ianuarie: Simon Rolfes, fotbalist german
- 21 ianuarie: Nicolas Mahut, jucător de tenis francez
- 22 ianuarie: Fabricio Coloccini, fotbalist argentinian
- 22 ianuarie: Peter Karl Jehle, fotbalist liechtensteinian (portar)
- 23 ianuarie: Adrian Nicolae David, politician român, președinte al CJ Hunedoara (2015–2016)
- 23 ianuarie: Oceana Mahlmann, cântăreață germană
- 25 ianuarie: Noemi (Veronica Scopelliti), cântăreață italiană
- 28 ianuarie: Alessio De Filippis, actor italian
- 28 ianuarie: Gabriel Moraru, jucător român de tenis
- 30 ianuarie: Daiki Iwamasa, fotbalist japonez
- 30 ianuarie: Daniel Ricardo da Silva Soares, fotbalist portughez
- 30 ianuarie: Nádson Rodrigues de Souza, fotbalist brazilian (atacant)
- 30 ianuarie: Corneliu Ștefan, politician român
- 31 ianuarie: Andreas Görlitz, fotbalist german
- 31 ianuarie: Ștefan Costel Grigorie, fotbalist român
- 31 ianuarie: Elena Paparizou, cântăreață greacă, câștigătoare la Eurovision 2005

## Decese
Michael Hilliard, 78 ani, politician irlandez (n. 1903)
Nurullah Cemal Berk, 75 ani, pictor turc (n. 1906)
Paul Lynde, 55 ani, actor american (n. 1926)
Marcel Camus, 69 ani, regizor de film, francez (n. 1912)
Varlam Șalamov, 74 ani, poet rus (n. 1907)
Erik Majtényi (n. Erik Mann), 59 ani, poet, prozator, ziarist și traducător român de etnie maghiară (n. 1922)
Elena Lascu (n. Elena Iordăchescu), 56 ani, politiciană română (n. 1925)
Alexander Abusch, 79 ani, scriitor și comunist german (n. 1902)
Zoltan Ivansuc, 43 ani, fotbalist român (atacant), (n. 1938)